# Bomarea dolichocarpa
Bomarea dolichocarpa är en alströmeriaväxtart som beskrevs av Ellsworth Paine Killip. Bomarea dolichocarpa ingår i släktet Bomarea och familjen alströmeriaväxter. Inga underarter finns listade i Catalogue of Life.